# مجدي عبد الحليم
مجدي عبد الحليم ، ممثل مصري .

## عن حياته
شارك في عشرات الأعمال ما بين السينما والمسرح والتلفزيون، ولكن كانت بدايته من خلال المسرح حيث شارك بمسرحية (وجهة نظر) عام 1989، لتتوالى بعدها أعماله والتي من أبرزها (بنات العم، حرب الجواسيس، الخواجة عبد القادر).

## من أعماله

### المسلسلات
- الكابوس
- الصندوق الأسود
- النايت
- افندينا

### السينما
- ركلام
- بنات العم
- اذاعة حب

### المسرحيات
- وجهة نظر

## روابط خارجية
- مجدي عبد الحليم على موقع الدهليز
- مجدي عبد الحليم على موقع قاعدة بيانات الأفلام العربية